# Брезница (општина)
Брезница је насељено место и седиште општине у Вараждинској жупанији, Хрватска. До територијалне реорганизације у Хрватској налазила се у саставу бивше велике општине Нови Мароф.

## Становништво
На попису становништва 2011. године, општина Брезница је имала 2.200 становника, од чега у самој Брезници 814.

## Попис1991.
На попису становништва 1991. године, насељено место Брезница је имало 1.026 становника, следећег националног састава:
| Попис 1991.‍   | Попис 1991.‍ | Попис 1991.‍ | Попис 1991.‍ | Попис 1991.‍ |
| ------------- | ----------- | ----------- | ----------- | ----------- |
|               |             |             |             |             |
| Хрвати        | Хрвати      |             | 1.018       | 99,22%      |
| Срби          | Срби        |             | 2           | 0,19%       |
| Црногорци     | Црногорци   |             | 2           | 0,19%       |
| Македонци     | Македонци   |             | 1           | 0,09%       |
| непознато     | непознато   |             | 3           | 0,29%       |
| укупно: 1.026 |             |             |             |             |